# BYD L3
La BYD L3 (chiamata anche BYD F5 o BYD New F3 in America Latina) è un'autovettura prodotta dalla casa automobilistica cinese BYD Auto dal 2010 al 2015.

## Descrizione
Presentata ad Auto China 2010 e introdotta sul mercato cinese nello stesso anno, la vettura viene commercializzato oltre che Cina anche in Cile, Uruguay e altri paesi dell'America Latina con il nome di New F3.
Le motorizzazioni disponibili sono due quattro cilindri benzina aspirati da 1,5 o 1,8 litri abbinato ad un cambio manuale a 5 marce o a un doppia frizione a 6 marce sul 1.5, mentre sul 1,8 c'è una trasmissione a variazioni continua CVT.